# Zeche Vereinigte Blumendelle
Die Zeche Vereinigte Blumendelle ist ein ehemaliges Steinkohlenbergwerk in Mülheim-Heißen. Das Bergwerk war auch unter den Namen Zeche Blumendelle und Zeche Doctorsbank bekannt. Das Bergwerk ist im 18. Jahrhundert entstanden.

## Bergwerksgeschichte
Noch vor dem Jahr 1750 erfolgte die Verleihung des Grubenfeldes. Im Jahr 1750 wurde eine Aak durch das Grubenfeld der Zeche Cleflappen aufgefahren. Nach dem Jahr 1750 wurde das Bergwerk vermutlich außer Betrieb genommen, denn im Jahr 1796 wurde es wieder in Betrieb genommen. Im Jahr 1813 wurde ein Schacht abgeteuft. Aus diesem Jahr stammen auch die einzigen bekannten Belegschaftszahlen des Bergwerks, es waren sechs Bergleute auf dem Bergwerk beschäftigt. Im Jahr darauf wurde das Bergwerk in Fristen gelegt. Im Jahr 1816 wurde Abbau betrieben. Im Jahr 1817 wurden nur noch Ausrichtungsarbeiten durchgeführt, danach wurde das Bergwerk mehrere Jahre nicht mehr in den Unterlagen erwähnt. Im Dezember des Jahres 1832 wurde ein 15 Lachter tiefer Schacht geteuft, anschließend wurde mit dem Abbau begonnen. Nach dem Jahr 1832 wurde die Zeche nicht mehr in den Unterlagen erwähnt. Im Jahr 1841 konsolidierte die Zeche Vereinigte Blumendelle mit den Zechen Tutenbank, Rosendelle und Kämpgeswerk zur Zeche Vereinigte Rosen- und Blumendelle.